# Związek Liderów Sektora Usług Biznesowych
Związek Liderów Sektora Usług Biznesowych (ang. Association of Business Service Leaders in Poland, ABSL) – ogólnopolska organizacja z siedzibą w Warszawie zrzeszająca przedstawicieli przedsiębiorstw z sektora nowoczesnych usług biznesowych.

## Historia
Pierwszym prezesem ABSL został w 2009 roku Jacek Levernes. Był on pomysłodawcą powstania stowarzyszenia w czasie, kiedy w Polsce funkcjonowało 300 centrów usług wspólnych, zatrudniających łącznie 40 tys. osób. Zaprosił do współpracy polskie filie korporacji transnarodowych z sektora nowoczesnych usług biznesowych.

### Członkowie założyciele
- Accenture
- Arla
- Arvato
- BNY Mellon
- Citi
- Capgemini
- Credit Suisse
- Franklin Templeton Investments
- Geoban
- Hewlett Packard Enterprise
- IBM
- Infosys
- Luxoft
- MAN
- Mars Financial Services
- Procter & Gamble
- Shell
- Thomson Reuters
- UBS

## Działalność

### Doroczna Konferencja ABSL
Od 2009 roku ABSL organizuje swoją doroczną konferencję. Wydarzenie gromadzi średnio 1000 osób – menedżerów wysokiego szczebla, przedstawicieli administracji rządowej i samorządowej, analityków i liderów opinii. Stanowi cenną platformę wymiany idei i doświadczeń liderów sektora nowoczesnych usług biznesowych i jego interesariuszy. Tematyka konferencji oscyluje wokół kondycji sektora usług nowoczesnych, polskiej gospodarki oraz bieżących wyzwań w globalnej polityce i makroekonomii. W minionych edycjach gośćmi konferencji byli m.in.:

#### Goście polscy
- Lech Wałęsa
- Jerzy Buzek
- Marek Belka
- Jan Krzysztof Bielecki
- Aleksander Kwaśniewski
- Róża Thun
- Mateusz Morawiecki
- Rafał Trzaskowski

#### Goście zagraniczni
- Bill Clinton

- Madeleine Albright
- Tony Blair
- Condoleezza Rice

### Międzynarodowa Konferencja ABSL
Kolejnym przedsięwzięciem ABSL jest Międzynarodowa Konferencja ABSL, którą Związek organizuje w partnerstwie z Bloomberg L.P. Jej pierwsza edycja odbyła się w 2015 roku w Nowym Jorku, a druga – w 2016 roku w Londynie. Podczas spotkań z politykami i biznesmenami z całej Europy omawiane są bieżące tematy gospodarcze oraz status Polski i Europy Środkowo-Wschodniej, ze szczególnym uwzględnieniem atrakcyjności inwestycyjnej, na rynku europejskim i światowym. Partnerem medialnym ABSL, w kontekście dorocznej Konferencji ABSL, jak i Międzynarodowej Konferencji, jest także Financial Times.

### ABSL Tech Lab
Od 2016 Związek organizuje co roku konkurs dla startupów, pierwotnie ABSL Start-Up Challenge, a od 2020 roku – ABSL Tech Lab. Celem programu jest zainspirowanie i zachęcenie członków ABSL do wdrażania innowacyjnych rozwiązań oraz wniesienia wkładu w rozwój polskiego ekosystemu startupowego.

### Come CloSeR – deklaracja Biznes Bliżej Niepełnosprawności
W 2016 roku ABSL objął patronatem Come CloSeR Show, stworzony przez Fundację Menedżerowie Jutra MOFFIN, ogłaszając przy tym deklarację Biznes Bliżej Niepełnosprawności. Celem programu jest wsparcie osób niepełnosprawnych w obecności na rynku pracy.